# Klaus Fuchs
Klaus Emil Julius Fuchs (Rüsselsheim, 29 de dezembro de 1911 — Berlim Oriental, 28 de janeiro de 1988) foi um físico teórico alemão que foi um dos participantes no Projeto Manhattan. Foi condenado por entregar de forma clandestina à União Soviética dados relativos ao desenvolvimento da bomba atómica durante e após a Segunda Guerra Mundial, sendo assim um dos chamados "espiões atómicos".
Klaus Fuchs foi um cientista extremamente competente, sendo responsável por vários cálculos teóricos relativos às primeiras armas de fissão nuclear bem como aos modelos iniciais da bomba de hidrogénio durante a sua estadia no Laboratório Nacional Los Alamos, nos Estados Unidos.

## Biografia

### Juventude
Klaus Fuchs nasceu em Rüsselsheim (distrito de Groß-Gerau, na Alemanha), sendo o terceiro de quatro filhos do pastor luterano Emil Fuchs e sua esposa Else Wagner. O pai de Klaus foi professor de teologia na Universidade de Leipzig.
Estudou na Universidade de Leipzig e na Universidade de Kiel. Nesta última tornou-se activista político e inscreveu-se no Partido Social-Democrata da Alemanha e, em 1932, no Partido Comunista da Alemanha. Em 1933, depois de um encontro com os recentemente instalados nazis, partiu para França, e posteriormente, mediante o uso de ligações familiares, viajou para Bristol, Inglaterra. Obteve o seu doutoramento em Física na Universidade de Bristol em 1937, onde estudou sob orientação de Nevill Mott, e um doutoramento em Ciências na Universidade de Edimburgo, sub tutela de Max Born. Um artigo seu sobre mecânica quântica apareceu publicado nos Proceedings of the Royal Society em 1936, contribuindo para que obtivesse um lugar de ensino em Edimburgo em 1937.

### Trabalho em tempo de guerra e espionagem
Ao iniciar-se a Segunda Guerra Mundial, os cidadãos alemães na Grã-Bretanha foram internados, e Fuchs foi posto num campo na Ilha de Man. Foi depois trasladado para o Quebec, no Canadá, entre Junho e Dezembro de 1940. No entanto, o professor Born interveio em favor de Fuchs, fazendo com que o libertassem.
No princípio de 1941, Fuchs regressou a Edimburgo, onde Rudolf Peierls lhe propôs trabalhar no programa chamado "Tube Alloys" - o projecto de investigação do armamento nuclear britânico. Uma mensagem da GRU de Londres datada de 10 de Agosto de 1941 era uma referência da GRU restabelecendo contacto com Fuchs. Apesar das restrições impostas em tempos de guerra, foi-lhe concedida a cidadania britânica em 1942. Fuchs testemunharia depois que, após a invasão alemã à União Soviética em 1941 começou a transmitir segredos militares à URSS, crendo que os soviéticos tinham direito a saber sobre os assuntos em que o Reino Unido, e posteriormente os Estados Unidos, estavam a trabalhar secretamente (as datas nas quais Fuchs começou a passar informação são inconsistentes e variam muito de acordo com as fontes). Fuchs também diria que tinha contactado um antigo amigo seu do Partido Comunista da Alemanha, que o aproximou de alguém na embaixada Soviética na Grã-Bretanha.

### Espionagem nos Estados Unidos
Em finais de 1943 Fuchs foi transferido juntamente com Peierls para a Universidade de Columbia, em Nova Iorque, para trabalhar no Projecto Manhattan. Embora Fuchs fosse proveniente do GRU na Grã-Bretanha, o seu controlo foi transferido para o NKGB quando se mudou para a América do Norte. A partir de Agosto de 1944 Fuchs trabalhou na Divisão de Física Teórica do Laboratório Nacional Los Alamos, no Novo México sob ordens de Hans Bethe. A sua principal área de competência era o problema de implosão no núcleo passível de fissão da bomba de plutónio, e numa ocasião foi-lhe dado um trabalho de cálculo que Edward Teller recusara por falta de interesse. Foi ele o autor de várias técnicas para calcular a quantidade de energia de uma amálgama passível de fissão (como o ainda usado método de Fuchs-Nordheim). Fuchs também fez o registo de uma patente juntamente com John Von Neumann, descrevendo um método para iniciar a fusão numa arma termonuclear com um disparador de implosão. Foi um dos muitos cientistas de Los Alamos presentes na Prova Trinity. Em Los Almos, Fuchs emprestou por diversas ocasiões o seu automóvel a Richard Feynman, que usava o veículo para visitar a sua agonizante esposa num hospital em Albuquerque, no Novo México, já que ela sofria com tuberculose, doença incurável na época.
Entre o outono de 1947 e Maio de 1949 Fuchs deu a Alexandre Feklisov, o oficial que o controlava, o principal esboço teórico para criar uma bomba de hidrogénio e os esboços iniciais para o seu desenvolvimento, segundo o estado em que se encontrava o projecto trabalhado na Inglaterra e nos Estados Unidos em 1948, e além disso entregou os resultados das provas das bombas de plutónio e urânio realizadas no atol de Eniwetok. Fuchs encontrou-se com Feklisov em seis ocasiões.
Fuchs entregou informação sensível e secreta sobre a produção de urânio 235. Revelou que a produção dos Estados Unidos era de 100 kg de U-235 e vinte kg de plutónio por mês. Destes dados a União Soviética pôde calcular o número de bombas atómicas que os Estados Unidos poderiam ter e concluir que os Estados Unidos não estavam preparados para uma guerra nuclear até finais da década de 1940, e mesmo nos princípios da década de 1950. A informação dada por Fuchs aos serviços secretos soviéticos coincidia com os relatórios fornecidos por Donald Duart Maclean a partir de Washington. A partir desta informação, a União Soviética sabia que os Estados Unidos não tinham suficientes armas nucleares para enfrentar o bloqueio de Berlim e a vitória dos comunistas na China ao mesmo tempo.

### Captura

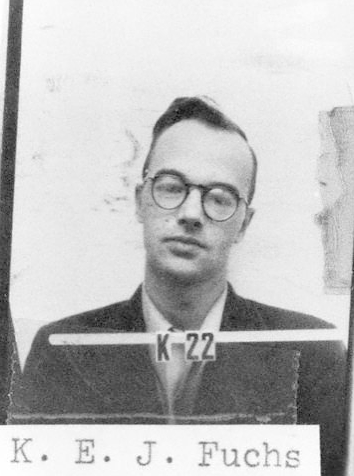
Foto do cartão de identificação de Klaus Fuchs no Laboratório Nacional Los Alamos

Fuchs testemunhou que tinha proporcionado a entrega de informação pormenorizada sobre o projecto à União Soviética através de um mensageiro, Harry Gold (a quem Fuchs conhecia como "Raymond"), em 1945 e mais informação sobre a bomba de hidrogénio entre 1946 e 1947. Fuchs participou em 1947 numa conferência do Comité de Política Combinada, um comité criado para facilitar o intercâmbio de segredos atómicos entre os mais altos níveis do governo dos Estados Unidos, Grã-Bretanha e Canadá; Donald Maclean também participou como co-secretário britânico do comité.
Em 1946, quando Fuchs regressou a Inglaterra e ao Centro de Investigação de Energia Atómica en Harwell, foi confrontado por oficiais dos serviços secretos como resultado da decifração dos códigos soviéticos conhecida como projecto VENONA. Sob um interrogatório prolongado realizado pelo oficial do MI-5 William Skardon, Fuchs confessou em Janeiro de 1950. Além disso, disse a quem o interrogava que o KGB tinha um agente em Berkeley, Califórnia, que informava a União Soviética sobre a investigação da separação electromagnética do urânio 235 em 1942 ou mesmo antes. Foi processado por Hartley Shawcross e declarado culpado em 1 de Março de 1950, e no dia seguinte foi sentenciado a catorze anos de prisão, o máximo possível por passar segredos militares a uma nação aliada. Uma semana depois do veredicto, em 7 de Março, a União Soviética publicou uma concisa declaração negando que Fuchs tenha servido como espião ao serviço dos soviéticos.
As declarações de Fuchs às agências de serviços secretos britânicas e americanas foram empregues na acusação de Harry Gold, uma testemunha chave nos julgamentos de David Greenglass e de Julius e Ethel Rosenberg nos Estados Unidos.

### Últimos anos na Alemanha Oriental
Depois da sua confissão, Fuchs foi sentenciado a catorze anos de prisão, e foi-lhe retirada a cidadania britânica, em Dezembro de 1950. É possível que Fuchs tenha confessado para evitar a pena de morte, mas, segundo pelo menos um dos seus interrogadores, Fuchs supunha que ao confessar poderia voltar a trabalhar em Harwell. Fuchs foi libertado em 23 de Junho de 1959, depois de cumprir nove anos e quatro meses da sua sentença na prisão de Wakefield. Foi-lhe permitido emigrar para Dresden, então na República Democrática Alemã (Alemanha Oriental). Partiu da Grã-Bretanha quase imediatamente e viveu em Dresden com o seu pai e com um sobrinho. Nesse mesmo ano casou-se com uma amiga dos seus anos de estudante, Margarete Keilson.
Na Alemanha Oriental, Fuchs continuou a sua carreira científica, conseguindo uma considerável proeminência. Em 1963 ocupou um cargo na Universidade Técnica de Dresden. Foi eleito como membro da presidência da Academia de Ciências Naturais e do comité central do Partido Socialista, sendo depois designado subdirector do Instituto de Investigação Nuclear em Rossendorf, onde trabalhou até retirar-se em 1979. A partir de 1984 foi director do Conselho Científico de Investigação de Energia e Fundamentos de Microelectrónica. Publicou durante esta época mais de uma centena de artigos científicos, e foi um dos cientistas mais destacados da Alemanha Oriental. Recebeu a Ordem de Mérito da Pátria e a Ordem de Karl Marx. Morreu em 1988 em Berlim Oriental.

## Valor dos seus dados no projecto nuclear soviético
O físico Hans Bethe, director da divisão técnica do Projecto Manhattan, disse uma vez que Klaus Fuchs foi o único físico que conheceu que realmente mudou a História.
Devido à forma como o director administrativo do projecto soviético, Lavrentiy Beria, utilizou a inteligentzia estrangeira (fazendo com que fosse verificada por terceiros, em vez de entregá-la directamente aos cientistas já que, em geral, desconfiava deste tipo de informações), desconhece-se se a informação relacionada com as armas de fissão nuclear prevista por Fuchs teve um impacto substancial no projecto soviético. Além disso, considerando que o progresso do programa soviético era definido em primeiro lugar pela quantidade de urânio que podiam produzir, é muito difícil para os historiadores determinar precisamente quanto tempo a informação de Fuchs teria poupado aos soviéticos. Alguns cientistas soviéticos que trabalharam no projecto disseram que os dados de Fuchs teriam mesmo colocado obstáculos ao trabalho, pois Beria insistia que a primeira bomba ("Joe 1") deveria parecer-se com a bomba de plutónio dos Estados Unidos ("Fat Man") tanto quanto fosse possível, mesmo quando os cientistas tinham descoberto diversas melhorias e diferentes desenhos para fazer armas mais eficientes.
Debate-se se a informação entregue por Fuchs relacionada com a bomba de hidrogénio teria sido realmente útil. A maioria dos historiadores está de acordo com a avaliação realizada por Hans Bethe em 1952, a qual concluiu que, na altura em que Fuchs abandonara o programa termonuclear - no Verão de 1946 - havia muito pouco conhecimento acerca do mecanismo da bomba de hidrogénio para que a sua informação tenha tido alguma utilidade para a União Soviética (o bem sucedido desenho Teller-Ulam, conhecido na União Soviética como "a terceira ideia de Sakharov" não foi descoberta senão em 1951). Físicos soviéticos afirmaram que é possível constatar, tal como fizeram os norte-americanos, que os desenhos iniciais propostos por Fuchs e Edward Teller eram inúteis. No entanto, alguns trabalhos de arquivo realizados pelo físico soviético German Goncharov têm sugerido que, embora o trabalho inicial de Fuchs (cujas cópias estavam disponíveis para os soviéticos) não tenha ajudado os Estados Unidos nos seus esforços para conseguir uma bomba de hidrogénio, estava muito mais perto da solução correcta final do que o que foi reconhecido nesse tempo, e que de facto estimulou a investigação soviética a tratar problemas úteis que resultariam eventualmente numa solução correcta. Uma vez que a maior parte do trabalho de Klaus Fuchs, incluindo a patente de 1946, ainda é confidencial nos Estados Unidos, tem sido difícil para os historiadores fundamentar estas conclusões.